# FP (motorfiets)
FP is een historisch Hongaars merk van motorfietsen.
FP was de afkorting van Frohner és Pásztélyi Automobil Rt, een fabriek uit Boedapest, die tussen 1924 en 1925 actief was. De oprichters waren Román Frohner en András Pásztélyi.
Het was een kleine firma die 346 cc eencilinder motorfietsen bouwde met eigen zijklepmotoren.